# 눈돌림 신경
눈돌림 신경(oculomotor nerve) 또는 동안신경(動眼神經)은 뇌신경 중 하나로, 제3뇌신경, 뇌신경 III 또는 간단히 CN III이라고도 부른다. 위눈확틈새를 통해 안와로 들어가 대부분의 안구운동을 가능하게 하고 눈꺼풀을 올리는 바깥눈근육에 분포한다. 또한 눈돌림신경에는 동공 수축 및 조절(읽을 때와 같이 가까운 물체에 초점을 맞추는 능력)을 가능하게 하는 내재 눈 근육(intrinsic eye muscle)에 신경을 분포시키는 섬유가 포함되어 있다. 눈돌림신경은 배아 중뇌의 기저판에서 유래된다. 눈돌림신경 외에도 도르래신경과 갓돌림신경이 안구운동 조절에 참여한다.

## 구조

### 위 가지
superior branch, 위 가지, 상지

### 아래 가지
inferior branch, 아래 가지, 하지

## 추가 이미지

Map of the oculomotor nerve.
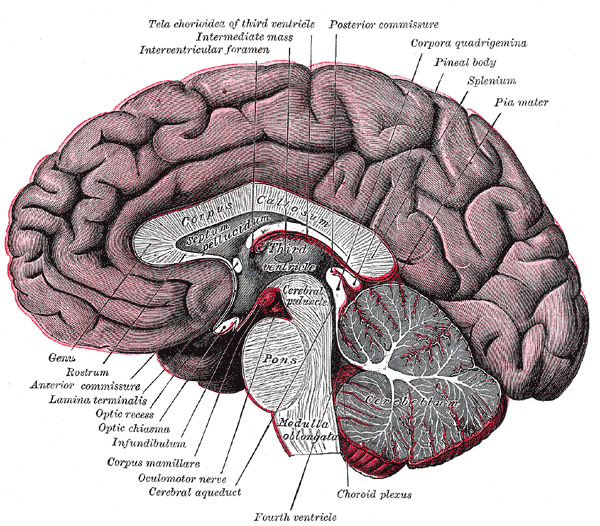
Median sagittal section of brain.
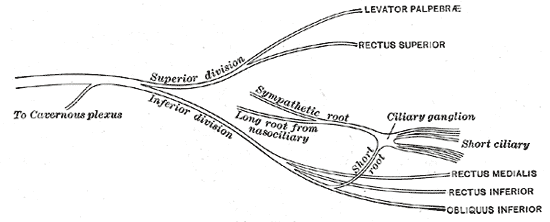
Plan of oculomotor nerve.
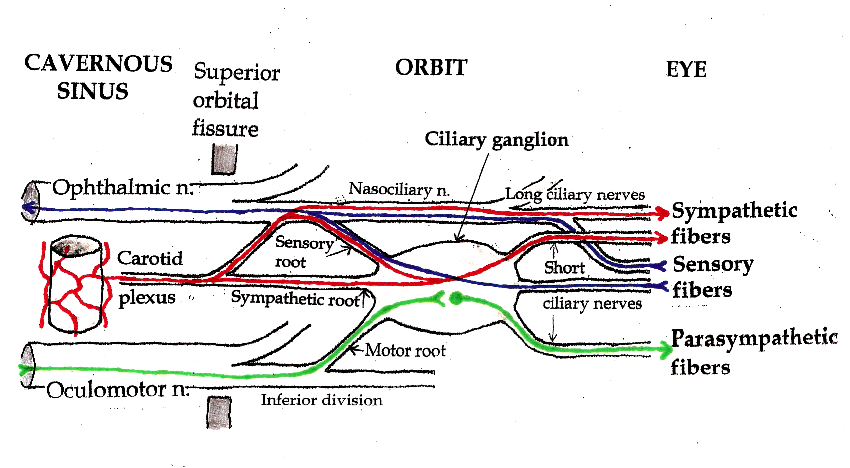
Pathways in the Ciliary Ganglion.
Cross-sectional anatomy of the midbrain showing location of the nucleus of the oculomotor nerve and the Edinger-Westphal nucleus

## 같이 보기
- 섬모체 신경절(ciliary ganglion)
- 에딩거-베스트팔 핵(Edinger-Westphal nucleus)
- 눈돌림 신경핵(oculomotor nucleus)
- 주시 반사
- 바깥눈근육